# Krnjak
Krnjak  è un comune della Croazia di 2 164 abitanti della regione di Karlovac.